# Prawo wyborcze
Prawo wyborcze – ogół przepisów prawa i norm prawnych regulujących proces wyborów, na który składają się między innymi rozstrzygnięcia w zakresie ordynacji wyborczej i takich kwestii jak na przykład: tryb zgłaszania kandydatów, tryb przeprowadzania wyborów, warunki ważności wyborów, zasady prowadzenia i finansowania kampanii wyborczej.
Najczęściej termin "prawo wyborcze" (właściwie: prawa wyborcze) stosowany jest jako uprawnienie do głosowania. Wyróżnia się wówczas czynne i bierne prawo wyborcze.

## Polska
W Polsce prawo wyborcze reguluje Kodeks wyborczy, który wszedł w życie 1 sierpnia 2011 roku. Określa on m.in. tryb przeprowadzania wyborów parlamentarnych, wyborów prezydenckich, wyborów samorządowych i wyborów do Parlamentu Europejskiego i warunki ich ważności. Zastąpił on poprzednio obowiązujące ustawy wyborcze. Jest to przykład kodyfikacji prawa.
Prócz tego związek z wyborami mają:
- ustawa lustracyjna,
- ustawa o partiach politycznych.

Prawa wyborcze (czynne) są ponadto uwzględniane w przypadku:
- referendum ogólnokrajowego,
- referendum lokalnego.

## USA
Prawo federalne (Konstytucja USA oraz USC) reguluje wyłącznie zasady wyborów Prezydenta, członków Izby Reprezentantów oraz senatorów.